# Heròdot de Tebes
Heròdot de Tebes (en llatí Herodotus, en grec antic Ἡρόδοτος) fill d'Apsòdor, fou un atleta grec, que va guanyar als jocs heràclics, als jocs ístmics i altres. Pindar el celebra en la seva primera oda dedicada als jocs ístmics.
Va viure vers l'olimpíada 80 a la 83. Com que el seu pare va ser expulsat de Tebes, el va seguir al seu exili a Orcomen, però més tard va tornar a Tebes.